# Southamptonov otok
Southamptonov otok je velik otok, ki leži ob ustju Hudsonovega zaliva na severu Kanade. S površino 41.214 km² je eden večjih otokov, ki sestavljajo Kanadsko arktično otočje, in 34. največji otok na svetu. Od celine ga ločita ožina Roes Welcome in zaliv Repulse na severozahodu, skupaj s sosednjo celino spada pod upravo kanadske province Nunavut. Kljub južnejši legi od večine arktičnih otokov je naseljenost skromna, edino naselje je Coral Harbour na južni obali, ki je imelo 834 prebivalcev po popisu leta 2011.
Relief sestavljata dva dela, na severu in severovzhodu je hribovje, ki dosega 400 m n. v. in se ostro spusti do obale v obliki pečin, na jugu in jugozahodu pa je relief položen. Zaradi ostrega podnebja je rastje skromno. Kljub temu je otok pomembno gnezdišče za polarne ptice. Predvsem mokrišča reke Boas na jugozahodu so znana po ogromnih kolonijah severne podvrste snežne gosi, kjer po oceni gnezdi več kot pol milijona osebkov, kar je približno desetina celotne svetovne populacije snežne gosi. Območje je zato zaščiteno kot mednarodno pomembno območje za ptice (IBA). Drugo tako zaščiteno območje so vzhodni deli otoka (East Bay in Native Bay), kjer gnezdi dodatnih 150.000 osebkov, manj številčne, a kljub temu pomembne pa so še kolonije grivaste gosi in mnogih drugih. Poleg tega živi tu okrog 50.000 karibujev.
V preteklosti so na Southamptonovem otoku in še dveh manjših otokih v Hudsonovem zalivu živeli predstavniki ljudstva Sadlermiut, ki jih je v letih 1902 in 1903 nenadoma iztrebila epidemija. Od njihove kulture so ostali le skromni materialni ostanki, vemo pa, da se je močno razlikovala od kulture ljudstev na celini. Prvi Evropejci, ki so obiskali otok, so bili člani odprave valižanskega raziskovalca Thomasa Buttona leta 1613. Poimenovan je po Henryju Wriothesleyju, 3. grofu Southamptona. V nadaljnjih stoletjih so ga obiskovali predvsem kitolovci, od 20. stoletja pa večinsko prebivalstvo tvorijo Inuiti.